# La prova (romanzo Robert Crais)
La prova (titolo originale Sunset Express) è un romanzo di Robert Crais, pubblicato nel 1996. È il sesto episodio della serie degli investigatori privati Elvis Cole e Joe Pike.
Nel 1997 ha vinto il premio Shamus.

## Trama
La prova è il sesto romanzo di Robert Crais che ha come protagonista Elvis Cole, detective privato ispirato al padre dello scrittore. Questa volta Cole, con il supporto dell'amico nonché socio Joe Pike, viene assunto da Jonathan Green, avvocato di grido che deve difendere Teddy Martin, un importante uomo d'affari accusato dell'omicidio della moglie. La tesi della difesa si regge sul fatto che, secondo la testimonianza di Martin, la moglie sarebbe stata uccisa in seguito ad un rapimento e che le prove a carico dell'imputato siano in realtà state falsificate dal detective Angela Rossi. Iniziando l'indagine come una ricerca porta a porta su eventuali testimonianze che avvalorino la testimonianza di Martin, Cole si ritrova ben presto intrigato in un difficoltoso caso in cui difficile distinguere tra buoni e cattivi...

## Edizioni
- Robert Crais, La Prova, collana I maestri del thriller, Piemme, 2006, ISBN 88-384-7616-0.